# Hylesia mortifex
Hylesia mortifex är en fjärilsart som beskrevs av Dyar 1913. Hylesia mortifex ingår i släktet Hylesia och familjen påfågelsspinnare. Inga underarter finns listade i Catalogue of Life.